# Dystrykt Ambalavao
Ambalavao – dystrykt Madagaskaru w regionie Haute Matsiatra. Stolica dystryktu zamieszczona jest w Ambalavao.
Dystrykt ma powierzchnię 5 151 km². W 2011 roku w dystrykcie mieszkało 198 428 mieszkańców.

## Podział administracyjny dystryktu
Dystrykt Ambalavao dzieli się na 17 gmin (kaominina):
1. Ambinanindovoka
2. Ambinanindroa
3. Ambohimahamasina
4. Ambohimandroso
5. Andrainjato
6. Anjoma
7. Ankaramena
8. Besoa
9. Fenoarivo
10. Iarintsena
11. Kirano
12. Mahazony
13. Manamisoa
14. Miarinarivo
15. Sendrisoa
16. Vohitsaoka